# Rutiderma gerdhartmanni
Rutiderma gerdhartmanni is een mosselkreeftjessoort uit de familie van de Rutidermatidae. De wetenschappelijke naam van de soort is voor het eerst geldig gepubliceerd in 1975 door Kornicker.